# عين القمر
عين القمر هي فصيلة من شعاعيات الزعانف تحتوي جنس واحد. يتألف الجنس من نوعين حيين موطنهما أمريكا الشمالية وثلاثة إلى خمسة أنواع منقرضة مسجلة من حفريات العصر الباليوسيني إلى الفترة الفجرية.